# Haken
Haken — английская рок-группа, играющая в стиле прогрессивного метала и прогрессивного рока. Основана в 2007 году в Лондоне.

## История
Группа Haken была сформирована в 2007 году, когда гитарист и клавишник группы To-Mera Ричард Хеншел пригласил вокалиста Росса Йеннингса и гитариста Мэтью Маршалла для реализации нового проекта. Для полного состава группы были также приглашены Питер Джонс, клавишник, с котором они познакомились на онлайн-форуме, и басист группы To-Mera Томас Маклин. В таком составе Haken записали первый EP, который включал в себя две композиции — «Snow» и «Souls». С этой программой группа выступала на небольших концертах клубов Лондона и была успешно принята публикой. В 2008 после записи ещё четырёх треков, «Manifolds», «Blind», «Sleeping Thoughts Wake» и «Black Seed», Haken выпустили полноформатный демоальбом, который включал все композиции группы и позже был назван Enter the 5th Dimension.
После записи демоальбома клавишник Питер Джонс и гитарист Мэтью Маршалл заявили, что покидают коллектив для поиска новой карьеры. Но в этом же году к группе присоединился гитарист Linear Sphere и Anchorhead Чарльз Гриффитс и клавишник Диего Техейда. Выступав «на разогреве» у группы King’s X в Великобритании, спустя некоторое время Haken подписали контракт с лейблом Sensory Records и начали работу над дебютным студийным альбомом под названием Aquarius, который вышел в марте 2010 года.
Параллельно гастролируя и сочиняя материал для второго студийного альбома, коллектив выступил на таких фестивалях, как Night of the Prog в Германии и ProgPower USA XII в США, где также прозвучали некоторые песни из последующего второго альбома, который вышел в октябре 2011 года под названием Visions.
6 февраля 2013 года Haken подписали контракт с лейблом InsideOut Music и начали работу над третьим студийным альбомом. 20 июня 2013 года группа официально объявила, что третий альбом будет называться The Mountain и выпущен 2 сентября 2013 года. 26 апреля 2016 года группа выпустила четвёртый альбом под названием Affinity.
2 августа 2018 года Haken анонсировали выпуск пятого студийного альбома vector .

## Дискография
Студийные альбомы
- Aquarius (2010)
- Visions (2011)
- The Mountain (2013)
- Affinity (2016)
- Vector [11](2018)
- Virus (2020)
- Fauna (2023)

EP
- Restoration (2014)

Демоальбомы
- Demo (2007)
- Enter the 5th Dimension (2008)

## Состав

### Текущий состав
- Росс Дженнингс — вокал
- Ричард «Хен» Хеншелл — соло-гитара, клавишные
- Чарльз Гриффитс — гитара
- Рэймонд Хирн — ударные
- Коннер Грин — бас-гитара
- Питер Джонс — клавишные (2007—2008, 2022—наши дни)

### Бывшие участники
- Мэтью Маршалл — гитара (2007—2008)
- Томас МакЛин — бас-гитара (2007—2013)
- Диего Техейда — клавишные, звуковой дизайн (2008—2021)